# Alwin Dossmann
Alwin Dossmann (* 1. April 1894 in Wiesenburg; † 18. Mai 1978 in Iserlohn) war ein deutscher Architekt, Schriftsteller und Maler. Er schuf in Iserlohn und dem märkischen Sauerland eine Vielzahl bedeutender Bauwerke.

## Leben

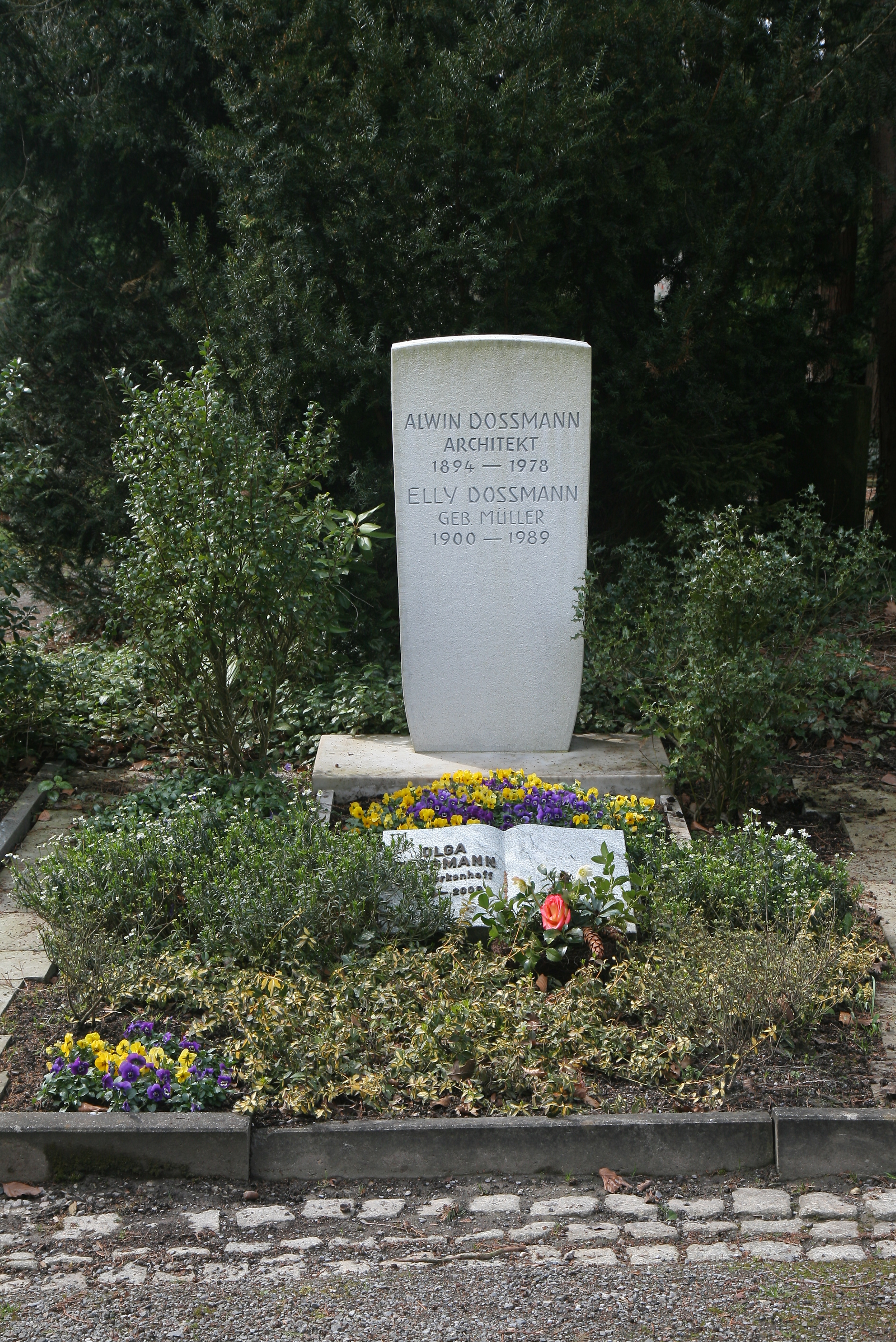
Grabstätte von Alwin und Elly Dossmann

Nach seinem Architekturstudium in München und Berlin absolvierte Alwin Dossmann 1921 die Erste Staatsprüfung als Jahrgangsbester der Technischen Hochschule Berlin. 1923 erhielt er die Schinkel-Plakette und den sehr begehrten Schinkelpreis des Architektenvereins Berlin als erfolgreichster Nachwuchsarchitekt. 1924 absolvierte er die Zweite Staatsprüfung (Regierungsbaumeister).
1924 zog Alwin Dossmann als Architekt nach Iserlohn. Er leitete zunächst das Architekturbüro Deucker, nach dem Tod Deuckers als Inhaber und ab 1932 unter eigenem Namen. Seine Bilder und Zeichnungen wurden in Iserlohn und Münster wiederholt ausgestellt. Von 1938 bis 1945 war er Vorsitzender des Kunstvereins Mark in Iserlohn.
Während seiner Teilnahme am Zweiten Weltkrieg 1939–1945 verfasste Alwin Dossmann verschiedene Gedichtbände und erhielt 1941 den Dichterpreis der deutschen Wehrmacht sowie den Michaelsorden von König Michael von Rumänien.
Ab 1945 setzte Alwin Dossmann sein erfolgreiches Schaffen als Architekt in Iserlohn fort. Von 1948 bis 1978 war er Vorsitzender des Literarischen Vereins Iserlohn. Er erhielt 1962 die Ehrenplakette des Sauerländischen Gebirgsvereins für erfolgreiche Stadtbildpflege Iserlohns.
Alwin Dossmann ist der Vater des Iserlohner Architekten Ernst Dossmann.

## Bauwerke (Auswahl)
- Haus Friedrich Dalberg in Iserlohn, Südstraße 21 (1925)
- Allgemeine Ortskrankenkasse Iserlohn (1. Preis im Architektenwettbewerb 1928)
- Haus Dr. Willecke, Menden (1931)
- Haus Dr. Giese, Hennen (1932)
- Haus Meisterjahn, Plettenberg (1933)
- Haus Herbers in Iserlohn (1935)
- Sparkasse Iserlohn (1936)
- Katasteramt Iserlohn
- Haus Max Reinhard, Hemer (1936)
- Haus Gustav Meese, Altena (1938)
- Familienhaus Dahmen in Iserlohn, Am Sonnenbrink 8 (1949)
- Wohnungsbauten Sperberweg (1949/51)
- Siedlung Tannenweg (1951/53)
- Firma Knies Söhne, Iserlohn (1953).